# 神無月ほのか
神無月 ほのか（かんなづき ほのか）は、日本の女性声優。主にアダルトゲームに声をあてている。

## 出演
太字は主役・メインキャラクター。

### アダルトアニメ
- CONCERTO.（2001年、鳥居あんず[2]）

### アダルトゲーム
1999年
- 警備員（芹沢淑子、エレベーターの女）
- 自慰—覗きの報酬—（上杉小夜子）

2000年
- 自慰2 仔羊達の眠れない夜（島田槙子）
- ボディハッカー（飯塚早紀）
- 青の扉 白の鍵（高梨梨帆）
- 警備員～歪んだ職務日誌～（芹沢淑子、かなえ）
- ドリル少女スパイラル・なみ（恵）

2001年
- CONCERTO.（鳥居あんず）

2022年
- ママには内緒のパパ寝取り～私、お嫁さんになるね♪～（杏雪美咲[3]）

2023年
- 天使☆騒々 RE-BOOT!（谷風 由月）

## ディスコグラフィ

### キャラクターソング
| 発売日       | 商品名                     | 歌 | 楽曲 | 備考                  |
| ------------ | -------------------------- | -- | ---- | --------------------- |
| 2001年8月3日 | CONCERTO.〜ソング＆BGM集〜 |    | 「」 | PCゲーム『CONCERTO.』 |